# Fairey Fulmar
Fairey Fulmar je bil britanski propelerski palubni lovec, ki ga je uporabljala britanska Fleet Air Arm (FAA) med 2. svetovno vojno. Zasnovan je bil na podlagi prejšnjega Fairey P.4/34. Fulmar ni bil posebej sposobno letalo, je pa bil zanesljiv, trdno grajen, imel je velik dolet in je bil oborožen z osmimi strojnicami. V letih 1940−1942 so v tovarni v Stockportu zgradili 600 primerkov. 

## Specifikacije (Mk II)
Splošne karakteristike
- Posadka: 2
- Dolžina: 40 ft 2 in (12,25 m)
- Razpon kril: 46 ft 4¼ in (14,13 m)
- Višina: 14 ft 0 in (4,27 m)
- Površina kril: 342 ft² (32 m²)
- Teža praznega letala: 7015 lb (3182 kg)
- Naložena teža: 9672 lb (4387 kg)
- Maks. vzletna teža: 10200 lb (4627 kg)
- Pogon letala: 1 ×  tekočinsko hlajeni 12-valjni V-motor Rolls-Royce Merlin 30, 1300 KM (970 kW)

 Zmogljivost 
- Maks. hitrost: 272 mph na višini 7250 čevljev (438 km/h na višini 2200 m)
- Doseg: 780 milj (1255 km)
- Višina leta: 27200 ft (8300 m)
- Obremenitev kril: 28 lb/ft² (137 kg/m²)

Oborožitev

- 8 × 7,7 mm strojnice ali 4 × 12,7 mm M1919 Browning strojnice, lahko tudi 1 × 7,7 mm Vickers K strojnica v zadnjem kokpitu
- 2 × 100 lb (45 kg) ali 250 lb (110 kg) bombi